# Шелюги
Шелюги́ (укр. Шелюги) — село,
Шелюговский сельский совет,
Акимовский район,
Запорожская область,
Украина.
Население 1362 человека (2001 год)..
Является административным центром Шелюговского сельского совета, в который, кроме того, входит село
Малая Терновка.

## Географическое положение

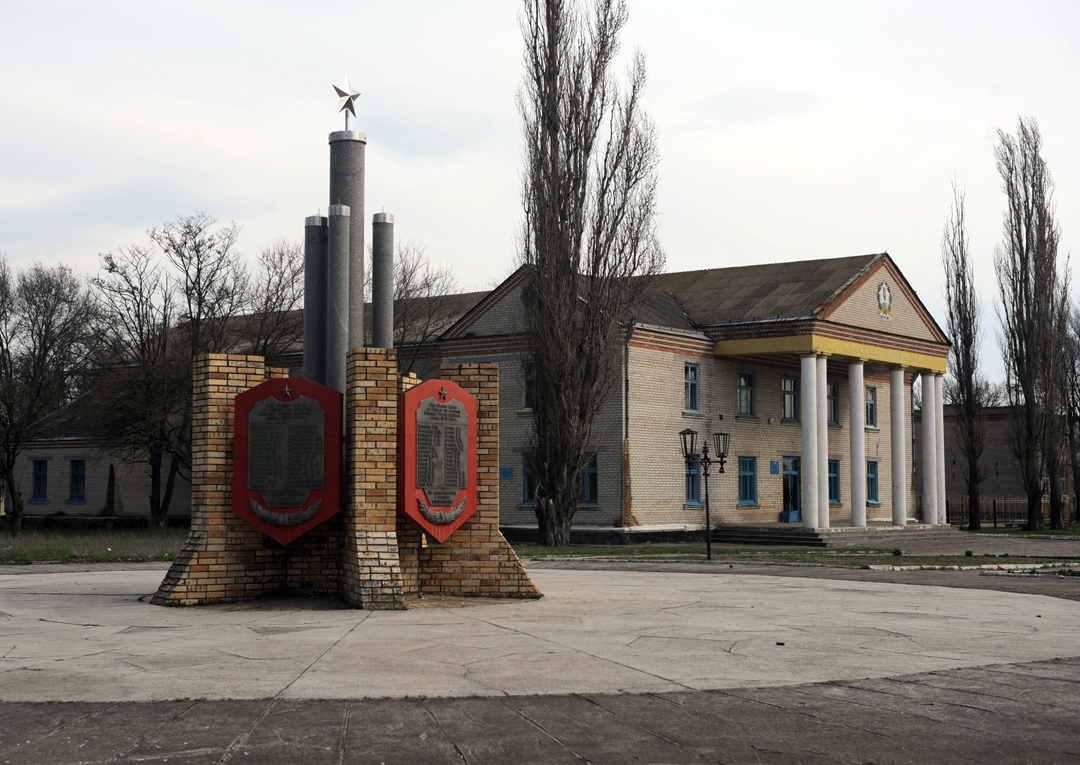
Памятник погибшим воинам-односельченам в центре Шелюгов

Село Шелюги находится между рекой Малый Утлюк и Молочным лиманом,
в 3-х км от села Охримовка.
Село пересекает автомобильная дорога Т-0820 Акимовка — Кирилловка.
Параллельно ей через Шелюги проходит участок Каховского канала, построенного в 1980-х годах для орошения полей.

## История
- Село было основано в 1873 году выходцами из Охримовки.
- Советская власть в Шелюгах была установлена в январе 1918 года.
- В 1930-х годах в селе был основан колхоз имени Мичурина.
- На фронтах Великой Отечественной войны сражались 237 жителей Шелюгов, 70 из них были награждены орденами и медалями. В центре села установлена стела в честь 150 погибших воинов-односельчан.[2]
- Село было освобождено советскими войсками 27 октября 1943 года.[3]
- В советский период колхоз им. Мичурина обрабатывал 3921 га сельскохозяйственных угодий, специализируясь на производстве зерна, молока, садоводстве и овощеводстве.[2]
- В 1990-х годах колхоз имени Мичурина распался и был преобразован в кооператив. Колхозное имущество и земля были распаёваны. Распаёвка садов вызвала многочисленные споры и разбирательства, растянувшиеся на 4 года, а в 2005 году даже приведшие к перекрытию протестующими жителями Шелюгов трассы М-18 Харьков — Симферополь.[4]
- В 2008 году было основано «Шелюговское лесничество».
- С февраля 2022 года оккупировано войсками РФ.

## Улицы села
Село состоит из 9 улиц:
- Улица Зои Космодемьянской, является центральной;
- Улица Ленина;
- Молодёжная улица;
- Улица Гагарина;
- Улица Мичурина;
- Речная улица;
- Садовая улица;
- Песчаная улица;
- Прилиманная улица.

На улице Зои Космодемьянской расположены Дом Культуры, сельсовет, школа, почта, поликлиника, магазины. Между сельским советом и магазином расположен храм во имя Рождества Пресвятой Богородицы. Рядом находится стадион. На других улицах располагается частная застройка, огороды и сады.
Большинство улиц асфальтированы, некоторые имеют твёрдое грунтовое покрытие: Мичурина, Садовая, Речная, Песчаная (частично);

## Достопримечательности
- Памятник павшим в годы Великой Отечественной войны односельчанам
- Памятник Мичурину
- Памятник Зое Космодемьянской
- В окрестностях Шелюгов обнаружены остатки поселения эпохи неолита (IV тысячелетие до н. э.) и курганы эпохи бронзы (III—I тысячелетия до н. э.). Остатки поселения скифо-сарматских времен (II—I вв. до н. э.) сохранились на территории сел Шелюги и Малая Терновка[2]

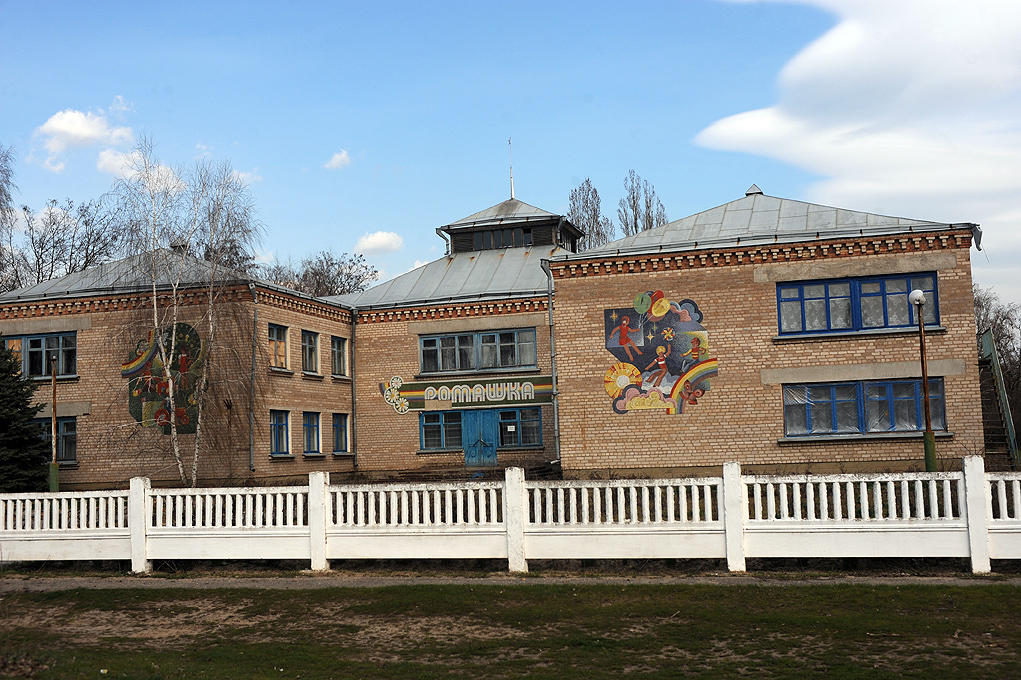
Детский сад «Ромашка»
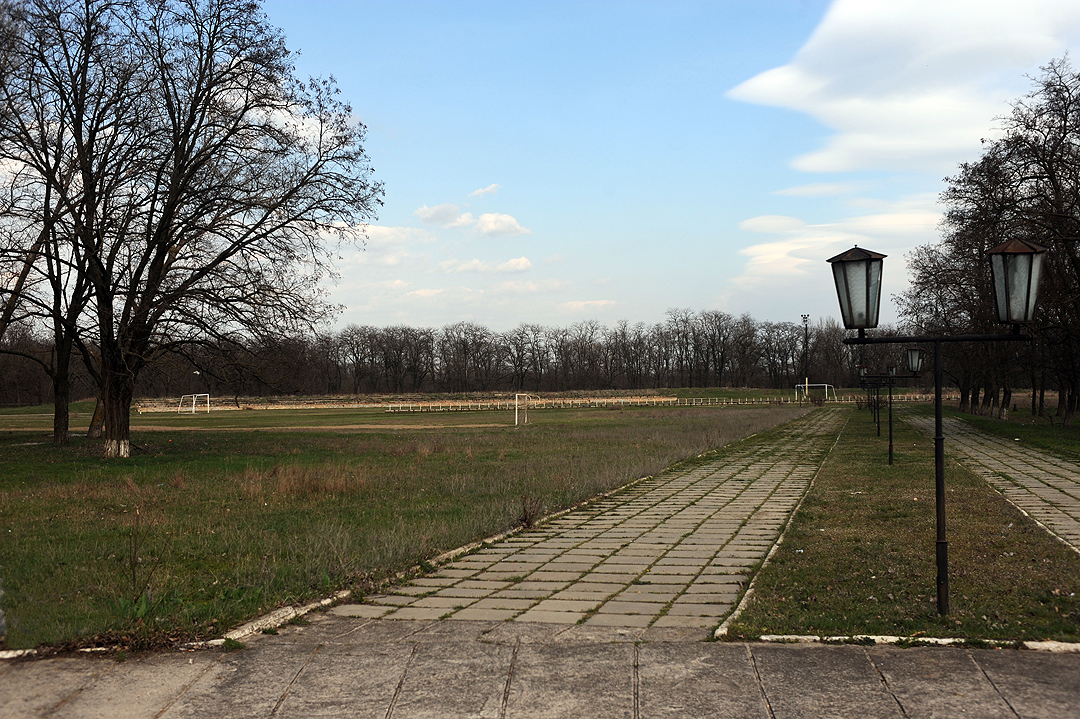
Сельский стадион
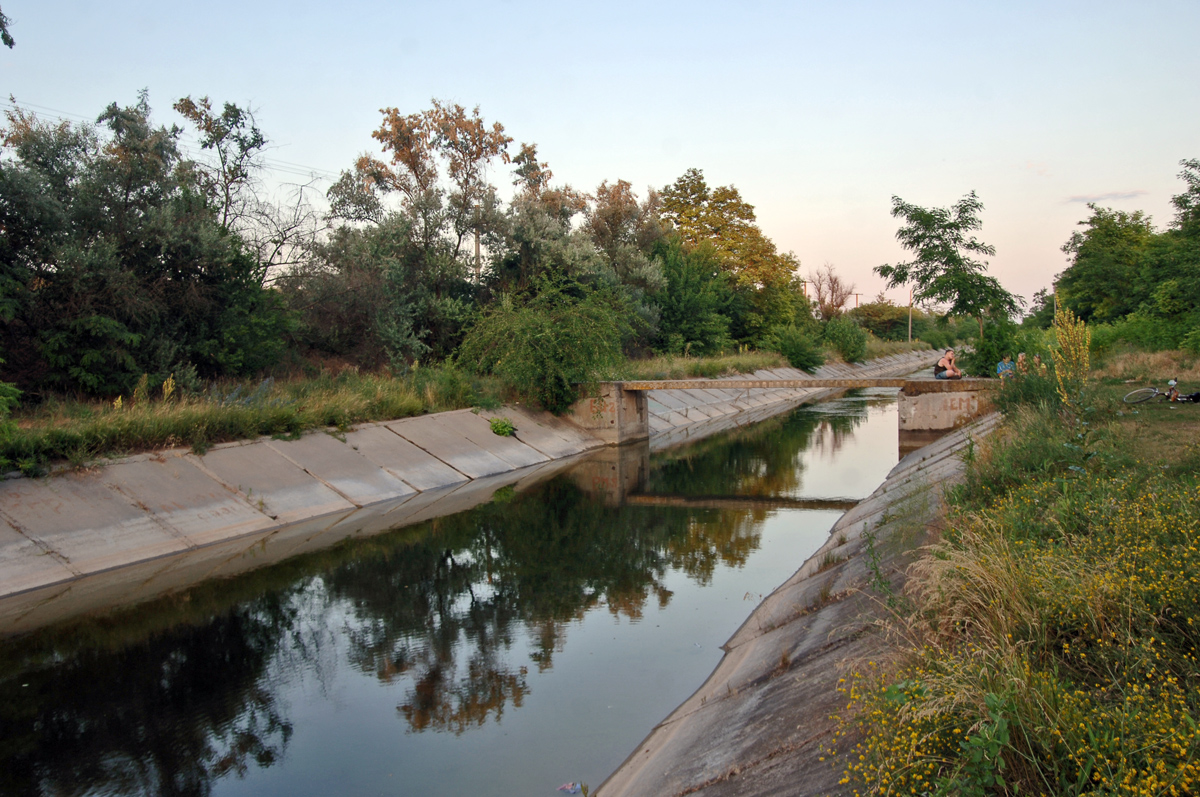
Оросительный канал
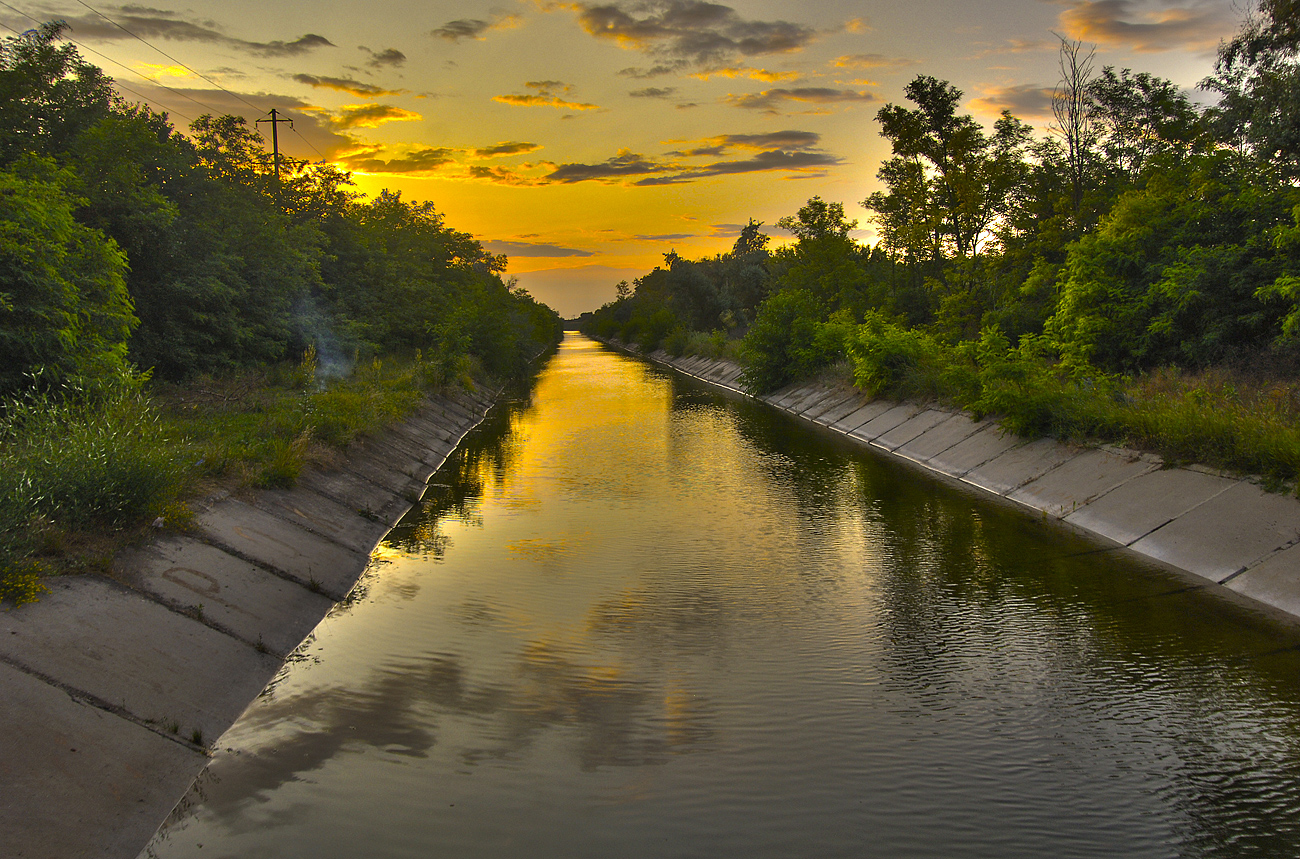
Закат над каналом
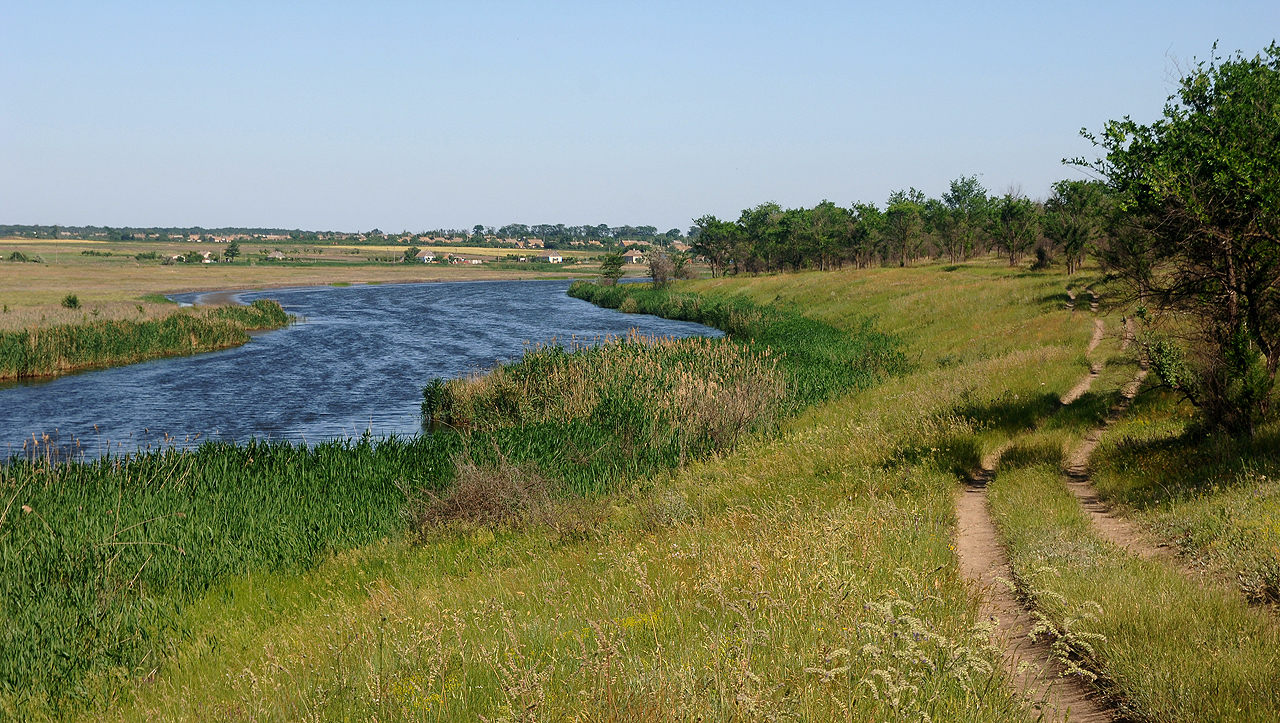
Вид на село с реки Малый Утлюк

## Известные жители и уроженцы
- Довжик, Михаил Егорович — первоцелинник, Герой Социалистического Труда, кавалер орденов Ленина и Октябрьской Революции, лауреат Государственной премии Казахской ССР, заслуженный мастер социалистического земледелия Казахстана.[2]